# Землер, Иоганн Соломон
Иоганн Соломон Землер (нем. Johann Salomo Semler; 18 декабря 1725, Заальфельд — 14 марта 1791, Галле) — немецкий протестантский историк Церкви, один из основоположников библейской критики. Землера называли «отцом немецкого рационализма». Он подвергал рационалистической критике Библию и церковное учение. Он не был философом или богословом, но энергично настаивал на необходимости некоторых различий, на которые до него не обращали внимания: различия между богословием и религией, между частными верованиями и общим символом веры, между местными временными особенностями и важными элементами религии.

## Биография
Родился в Зальфельде в Тюрингии в семье бедного лютеранского священника. В молодости испытал влияние пиетизма, которое постепенно вытеснил «просветительский» рационализм. В шестнадцать лет поступил в Галльский университет, где испытал значительное влияние и сделался сотрудником Баумгартена. В 1749 году он получил должность редактора кобургской официальной Gazette с титулом профессора. В 1751 году он был приглашён в Альтдорф (возле Нюрнберга) на должность профессора филологии и истории, с 1752 года — профессор богословия в Галле.
После смерти Баумгартена в 1757 году Землер стал главой богословского факультета, и оппозиция, спровоцированная его трудами и лекциями, только способствовала его славе профессора. Он был популярен до 1779 года. В этом году он написал «Ответ на анонимные фрагменты» (Beantwortung der Fragmente eines Ungenannten) против Вольфенбюттельских фрагментов Германа Реймаруса, и ответ на исповедание веры Бардта; этот ответ радикальные рационалисты сочли отступлением с рационалистических позиций.
Прусский министр народного просвещения, убеждённый рационалист, лишил Землера должности директора семинарии. Хотя Землер не был последователен в своей критике Реймаруса и Бардта, его популярность упала и к концу жизни он больше подчёркивал консервативную и апологетическую сторону собственных идей. Его защита эдикта 9 июля 1788 года, выпущенного прусским министром церковных дел, целью которого было усилить лютеранскую ортодоксию, показывает, насколько его оставили силы и насколько неверен он оказался своим принципам. Умер Землер в Галле.

## Богословские взгляды
По мнению Землера, личное благочестие не может быть выражено в общепринятых формах церковного Предания. Поэтому историю Церкви Землер рассматривал как длительный конфликт между личной свободой веры и официальной церковностью. Землер не принимал саму идею Предания: «Христианство по своему существу есть доведённое Христом до сознания человечества право индивидуума, право каждого иметь свою собственную частную религию в противовес всему, что выдаёт себя за религию господствующую, обязательную». Землер рассматривал догматы в свете эволюции, подчинённой естественным законам, предвосхищая идеи Гарнака.
Из взгляда Землера на Предание следует и его взгляд на канон Писания. В книге «Рассуждение о свободном исследовании канона» (Abhandlung von freier Untersuchung des Canon, Th.1-4, Halle, 1771-75) он оценивал процесс формирования канона с исключительно исторической точки зрения. Землер отсекал Божественное от человеческого в становлении Библии как единого целого. Кроме того, он преувеличивал контраст между Ветхим и Новым Заветом, считая первый во всех отношениях устаревшим.
Землер сводил христианство к морали и личному благочестию и утверждал, что боговдохновенным в Библии является только то, что не выходит за эти рамки (чем объясняется любовь Землера к аккомодическому толкованию). Землер признавал возможность противоречий только в сфере исторической «формы» Писания, но отрицал их в самом духовном его содержании. Если же и в этой области отмечаются противоречия, то значит «надо смиренно сознать слабость своих сил в понимании Писания, прибегнуть к школе веры и послушания, довольствуясь тем, что либо оба противоречивых места одинаково истинны, либо одно, а второе — принять за искажение подлинного библейского текста».
Традиционные догматические формы Землер считал возможным сохранить только при условии, что каждый будет вкладывать в них своё содержание. Выход «фрагментов» Реймаруса, изданных Лессингом, обнаружил шаткость и двойственность взглядов Землера. Он больше возмущался самим фактом опубликования, чем содержанием. В последние годы жизни Землер пытался найти опору в оккультизме, теософии и алхимии.

## Вклад в библеистику
Труды Землера имели положительное значение для экзегетики. Он одним из первых ввёл в неё общие принципы герменевтики, которые были выработаны классической филологией. Землер показал, какое важное значение для экзегезы имеет научно-филологический анализ текста Писания. Тем самым он положил начало целой школе библейских исследований.
Развил теорию Бенгеля, заложившего основы новозаветной текстологии. Предложил названия «восточная» и «западная» группы рукописей и указал, что эти группы восходят к редакциям, подготовленным Лукианом Антиохийским и Оригеном соответственно. Впоследствии, в результате расширения исследований в области текстологии, взгляды учёного претерпели изменение, и в работе Apparatus ad liberalem Novi Testamenti interpretationem, изданной в Halle в 1767 году Землер предложил деление новозаветных рукописей на александрийскую (восходящую к Оригену и отражённую сирийским, эфиопским и бохейрским переводами), восточную (бытовавшую в Антиохийской и Константинопольской Церквях) и западную (отражённую в латинском переводе и в патристических сочинениях) группы.
Землер первым подвергнул сомнению равную ценность Ветхого и Нового Завета, богодухновенность библейских книг (Руфь, Песнь Песней, Есфирь, Ездры, Неемии) и авторство Апокалипсиса; Евангелия считал, составленные применительно к субъективным тенденциям их авторов.
Христос, по его мнению, в своём учении применялся к взглядам людей своего времени. Далее Землер утверждал, что следует отличать богословие от религии. «Концепция догматов не может быть у всех людей одинаковой: каждый, естественно, придерживается своей системы учения, сообразной с уровнем его личного интеллектуального развития и независимой от конфессиональных доктрин церкви лютеранской». Тем не менее, он смотрел на христианство как на божественное откровение. Либеральное богословие Землера требовало переосмысления господствовавших в то время взглядов и вопреки его намерению привело многих к рационализму.
Землер был первым учёным (той же темы в некоторой степени коснулся деист Томас Морган), обратившим внимание и использовавшим в научных целях противоречие между про-иудейской и анти-иудейской партиями в первоначальном христианстве. Он изучал происхождение Евангелий, Деяний, Посланий и Апокалипсиса. Он отрицал павлово авторство Послания к Евреям, поставил под сомнение авторство Первого послания Петра, и датировал Второе послание концом второго века. Апокалипсис он считал нужным вообще исключить из канона. В библейской текстологии он продолжил классификацию рукописей по семействам, использованную Ришаром Симоном и Иоганном Бенгелем. Во многих областях и периодах церковной истории Землер был первопроходцем. Фридрих Толук назвал его «отцом истории догматики», а Фердинанд Баур «первым учёным, использовавшим настоящий критический подход к истории». В то же время, труды Землера имеют значение только для истории науки.
После смерти своего учителя Баумгартена, продолжил публикацию серии томов Allgemeine Weltgeschichte в переводе на немецкий язык с английского оригинала.